# Movila Oii
Movila Oii – wieś w Rumunii, w okręgu Buzău, w gminie Cilibia. W 2011 roku liczyła 416 mieszkańców.